# Isurus paucus
Petit requin taupe
Espèce
Statut de conservation UICN

 EN  : En danger
Statut CITES
Isurus paucus, le Petit requin taupe, est une espèce de requins de la famille des Lamnidae.

## Répartition

Répartition de l'espèce Isurus paucus.

Ce requin est présent dans tous les océans du globe aux latitudes comprises entre 46°N et 38°S, et ce depuis le niveau de la mer jusqu'à 1 752 m de profondeur.
Il se rencontre dans les pays suivants : Afrique du Sud, Algérie, Angola, Anguilla, Antigua-et-Barbuda, Aruba, Australie, Bahamas, Bangladesh, Barbade, Belize, Bermudes, Birmanie, Brunei, Brésil, Bénin, Cambodge, Cameroun, Cap-Vert, Chine, Colombie, Comores, Corée du Nord, Corée du Sud, Costa Rica, Cuba, Curaçao, Côte d'Ivoire, Dominique, Équateur, Espagne, États fédérés de Micronésie, États-Unis, Gabon, Gambie, Ghana, Grenade, Guadeloupe, Guam, Guatemala, Guinée équatoriale, Guinée-Bissau, Guinée, Guyana, Guyane, Haïti, Honduras, Hong Kong, Île Christmas, Îles Caïmans, Îles Cocos, Îles Cook, Îles Mariannes du Nord, Îles Marshall, Îles Salomon, Îles Turques-et-Caïques, Îles Vierges britanniques, Îles Vierges des États-Unis, Inde, Indonésie, Iran, Jamaïque, Japon, Kenya, La Réunion, Liberia, Macao, Madagascar, Malaisie, Maldives, Maroc, Martinique, Maurice, Mauritanie, Mayotte, Mexique, Montserrat, Mozambique, Namibie, Nauru, Nicaragua, Niue, Nouvelle-Calédonie, Oman, Pakistan, Palaos, Panama, Papouasie-Nouvelle-Guinée, Pays-Bas caribéens, Philippines, Polynésie française, Porto Rico, Portugal, Pérou, République arabe sahraouie démocratique, Taïwan, République dominicaine, Saint-Barthélemy, Saint-Christophe-et-Niévès, Saint-Martin, Saint-Martin, Saint-Vincent-et-les-Grenadines, Sainte-Hélène, Ascension et Tristan da Cunha, Sainte-Lucie, Salvador, Samoa américaines, Samoa, Sao Tomé-et-Principe, Seychelles, Sierra Leone, Singapour, Somalie, Sri Lanka, Suriname, Sénégal, Tanzanie, Territoire britannique de l'océan Indien, Thaïlande, Timor oriental, Togo, Tokelau, Trinité-et-Tobago, Tuvalu, Vanuatu, Venezuela, Viêt Nam, Yémen.

## Description
Isurus paucus peut mesurer jusqu'à 427 cm pour les mâles et jusqu'à 417 cm pour les femelles, en longueur totale. Mais sa taille habituelle est d'environ 200 cm de longueur totale.
Ce requin est supposé s'alimenter de poissons et de céphalopodes. C'est une espèce ovovivipare produisant deux petits par gestation.

## Isurus paucuset l'Homme
Cette espèce est considérée comme potentiellement dangereuse en raison de sa grande taille et de sa forte mâchoire. Ce requin est consommé par l'homme avec une viande de basse qualité mais des ailerons adultes vendus très chers. Les mâchoires sont par ailleurs très prisées. 

## Classification
Le nom valide complet (avec auteur) de ce taxon est Isurus paucus Guitart (d), 1966.
Ce taxon porte en français les noms vernaculaires ou normalisés suivants :
- Mako[4] ;
- Mako à longues nageoires[5] ;
- Petit requin-taupe[4],[5] ;
- Petite taupe[5],[3] ;
- Taupe longue aile[3].

Isurus paucus a pour synonymes :
- Isurus alatus Garrick, 1967
- Lamiostoma belyaevi Glückman, 1964

### Étymologie
Son épithète spécifique, du latin paucus, « rare », fait référence à sa relative rareté comparativement à Isurus oxyrinchus, le Requin mako

### Publication originale
- (es) D. J. Guitart Manday, « Nuevo nombre para una especie de Tiburón del género Isurus (Elasmobranchii: Isuridae) de aguas Cubanas », Poeyana, Cuba, série A no 15,‎ 12 juillet 1966, p. 1-9 (ISSN 0138-6476, e-ISSN 2410-7492).